# Première circonscription de l'Isère
La première circonscription de l'Isère est l'une des 10 circonscriptions législatives françaises que compte le département de l'Isère (38), situé en région Auvergne-Rhône-Alpes.
La députée de la circonscription est Camille Galliard-Minier depuis les élections partielles du 12 et 19 janvier 2025.

## Description géographique et démographique

### De 1958 à 1986
Le département avait sept circonscriptions.
La première circonscription de l'Isère était composée de :
- canton d'Allevard
- canton de Domène
- canton de Goncelin
- canton de Grenoble-Est
- canton de Saint-Laurent-du-Pont
- canton du Touvet

Source : Journal officiel des 14 et 15 octobre 1958.

### Depuis 1988
La première circonscription de l'Isère est délimitée par le découpage électoral de la loi n°86-1197 du 24 novembre 1986, elle regroupe les divisions administratives suivantes : 
- Canton de Grenoble-1
- Canton de Grenoble-2
- Canton de Grenoble-4
- Canton de Meylan
- Canton de Saint-Ismier.

D'après le recensement général de la population en 1999, réalisé par l'Institut national de la statistique et des études économiques (Insee), la population de cette circonscription est estimée à 125 243 habitants,.

## Historique des députations
| Législature | Début de mandat | Fin de mandat   | Député                  | Parti politique | Observations |
| ----------- | --------------- | --------------- | ----------------------- | --------------- | --- |
| Ire         | 9 décembre 1958 | 9 octobre 1962  | Aimé Paquet             | IPAS            | Mandat écourté à la suite d'une dissolution parlementaire décidée par Charles de Gaulle. |
| IIe         | 6 décembre 1962 | 2 avril 1967    | Aimé Paquet             | RI              | |
| IIIe        | 3 avril 1967    | 30 mai 1968     | Aimé Paquet             | RI              | Mandat écourté à la suite d'une dissolution parlementaire décidée par Charles de Gaulle. |
| IVe         | 11 juillet 1968 | 1er avril 1973  | Aimé Paquet             | RI              | |
| Ve          | 2 avril 1973    | 2 avril 1978    | Aimé Paquet             | RI              | |
| VIe         | 3 avril 1978    | 22 mai 1981     | Guy-Pierre Cabanel      | App. UDF        | Mandat écourté à la suite d'une dissolution parlementaire décidée par François Mitterrand. |
| VIIe        | 2 juillet 1981  | 1er avril 1986  | Odile Sicard            | PS              | |
| VIIIe       | 2 avril 1986    | 14 mai 1988     | Aucun                   |                 | Proportionnelle par département, pas de député par circonscription. Mandat écourté à la suite d'une dissolution parlementaire décidée par François Mitterrand.                                                               |
| IXe         | 23 juin 1988    | 1er avril 1993  | Alain Carignon          | RPR             | |
| Xe          | 2 avril 1993    | 21 avril 1997   | Alain Carignon,         | UPF-RPR,        | Mandat écourté à la suite d'une dissolution parlementaire décidée par Jacques Chirac. |
| XIe         | 12 juin 1997    | 18 juin 2002    | Richard Cazenave,       | RPR,            | |
| XIIe        | 19 juin 2002    | 19 juin 2007    | Richard Cazenave,       | UMP,            | |
| XIIIe       | 20 juin 2007    | 16 juin 2012    | Geneviève Fioraso       | PS              | Patrice François lui succède du 17 au 19 juin 2012, après sa nomination comme dans le gouvernement Ayrault I. |
| XIVe        | 20 juin 2012    | 21 juillet 2012 | Geneviève Fioraso       | PS              | Nommée ministre de l'Enseignement supérieur et de la Recherche |
| XIVe        | 22 juillet 2012 | 5 avril 2015    | Olivier Véran           | PS              | Nommée ministre de l'Enseignement supérieur et de la Recherche |
| XIVe        | 6 avril 2015    | 20 juin 2017    | Geneviève Fioraso       | PS              | Nommée ministre de l'Enseignement supérieur et de la Recherche |
| XVe         | 21 juin 2017    | 16 mars 2020    | Olivier Véran           | LREM            | Nommé ministre des Solidarités et de la Santé. |
| XVe         | 17 mars 2020    | 21 juin 2022    | Camille Galliard-Minier | LREM            | Nommé ministre des Solidarités et de la Santé. |
| XVIe        | 22 juin 2022    | 22 juillet 2022 | Olivier Véran           | LREM            | Nommé Porte-parole du gouvernement. Mandat écourté à la suite d'une dissolution parlementaire décidée par Emmanuel Macron.                                                                                                   |
| XVIe        | 22 juillet 2022 | 9 juin 2024     | Servane Hugues          | LREM            | Nommé Porte-parole du gouvernement. Mandat écourté à la suite d'une dissolution parlementaire décidée par Emmanuel Macron.                                                                                                   |
| XVIIe       | 8 juillet 2024  | 9 octobre 2024  | Hugo Prevost            | LFI             | Mandat écourté à la suite d'une démission pour allégations de violences sexuelles et vacance du poste jusqu'aux élections législatives partielles du 12 janvier 2025 pour le premier tour et 19 janvier 2025 pour le second. |
| XVIIe       | 20 janvier 2025 |                 | Camille Galliard-Minier | EPR             | Mandat écourté à la suite d'une démission pour allégations de violences sexuelles et vacance du poste jusqu'aux élections législatives partielles du 12 janvier 2025 pour le premier tour et 19 janvier 2025 pour le second. |

## Historique des élections

### Élections de 1958
| Candidat       | Candidat        | Parti          | Premier tour | Premier tour | Second tour | Second tour |  |
| Candidat       | Candidat        | Parti          | Voix         | %            | Voix        | %           |  |
| -------------- | --------------- | -------------- | ------------ | ------------ | ----------- | ----------- |  |
|                | Aimé Paquet élu | CNIP           | 16 713       | 46,28        | 23 767      | 70,44       |  |
|                | Paul Billat     | PCF            | 8 514        | 23,58        | 9 975       | 29,56       |  |
|                | René Maulin     | UNR            | 5 500        | 15,23        | Retrait     | Retrait     |  |
|                | Robert Silber   | SFIO           | 5 387        | 14,92        | Retrait     | Retrait     |  |
|                |                 |                |              |              |             |             |  |
| Inscrits       | Inscrits        | Inscrits       | 49 879       | 100,00       | 49 898      | 100,00      |  |
| Abstentions    | Abstentions     | Abstentions    | 13 262       | 26,59        | 14 836      | 29,73       |  |
| Votants        | Votants         | Votants        | 36 617       | 73,41        | 35 062      | 70,27       |  |
| Blancs et nuls | Blancs et nuls  | Blancs et nuls | 503          | 1,37         | 1 320       | 3,76        |  |
| Exprimés       | Exprimés        | Exprimés       | 36 114       | 98,63        | 33 742      | 96,24       |  |

Le suppléant d'Aimé Paquet était Robert Jay, notaire à Saint-Martin-d'Uriage.

### Élections de 1962
| Candidat       | Candidat                  | Parti          | Premier tour | Premier tour | Second tour | Second tour |  |
| Candidat       | Candidat                  | Parti          | Voix         | %            | Voix        | %           |  |
| -------------- | ------------------------- | -------------- | ------------ | ------------ | ----------- | ----------- |  |
|                | Aimé Paquet sortant réélu | RI             | 11 704       | 35,39        | 16 612      | 45,12       |  |
|                | Pierre Rivet              | UNR-UDT        | 9 153        | 27,67        | 8 225       | 22,34       |  |
|                | Paul Billat               | PCF            | 8 697        | 26,3         | 11 980      | 32,54       |  |
|                | Joseph Ravier-Piquet      | SFIO           | 3 520        | 10,64        | Retrait     | Retrait     |  |
|                |                           |                |              |              |             |             |  |
| Inscrits       | Inscrits                  | Inscrits       | 52 703       | 100,00       | 52 700      | 100,00      |  |
| Abstentions    | Abstentions               | Abstentions    | 18 971       | 36           | 15 358      | 29,14       |  |
| Votants        | Votants                   | Votants        | 33 732       | 64           | 37 342      | 70,86       |  |
| Blancs et nuls | Blancs et nuls            | Blancs et nuls | 658          | 1,95         | 525         | 1,41        |  |
| Exprimés       | Exprimés                  | Exprimés       | 33 074       | 98,05        | 36 817      | 98,59       |  |

Le suppléant d'Aimé Paquet était Robert Jay.

### Élections de 1967
|                | Aimé Paquet sortant réélu | RI             | 23 251 | 51,6   |  |  |  |
|                | Daniel Hollard            | PSU            | 11 049 | 24,52  |  |  |  |
|                | Roland Anselmet           | PCF            | 10 763 | 23,88  |  |  |  |
|                |                           |                |        |        |  |  |  |
| Inscrits       | Inscrits                  | Inscrits       | 57 429 | 100,00 |  |  |  |
| Abstentions    | Abstentions               | Abstentions    | 11 228 | 19,55  |  |  |  |
| Votants        | Votants                   | Votants        | 46 201 | 80,45  |  |  |  |
| Blancs et nuls | Blancs et nuls            | Blancs et nuls | 1 138  | 2,46   |  |  |  |
| Exprimés       | Exprimés                  | Exprimés       | 45 063 | 97,54  |  |  |  |

Le suppléant d'Aimé Paquet était Georges Cumin, Ingénieur en chef des Ponts et Chaussées en service détaché.

### Élections de 1968
|                | Aimé Paquet sortant réélu | RI (URP)       | 23 291 | 51,08  |  |  |  |
|                | Roland Anselmet           | PCF            | 9 747  | 21,38  |  |  |  |
|                | Michel Hollard            | PSU            | 5 479  | 12,02  |  |  |  |
|                | Jacques-Henri Rodet       | CD (PDM)       | 3 894  | 8,54   |  |  |  |
|                | Maurice Gleizes           | FGDS (SFIO)    | 3 186  | 6,99   |  |  |  |
|                |                           |                |        |        |  |  |  |
| Inscrits       | Inscrits                  | Inscrits       | 59 142 | 100,00 |  |  |  |
| Abstentions    | Abstentions               | Abstentions    | 13 086 | 22,13  |  |  |  |
| Votants        | Votants                   | Votants        | 46 056 | 77,87  |  |  |  |
| Blancs et nuls | Blancs et nuls            | Blancs et nuls | 459    | 1      |  |  |  |
| Exprimés       | Exprimés                  | Exprimés       | 45 597 | 99     |  |  |  |

Le suppléant d'Aimé Paquet était Jean-Louis Cospérec, Maitre de conférences associé à l'Université de Grenoble.

### Élections de 1973
| Candidat       | Candidat                  | Parti          | Premier tour | Premier tour | Second tour | Second tour |  |
| Candidat       | Candidat                  | Parti          | Voix         | %            | Voix        | %           |  |
| -------------- | ------------------------- | -------------- | ------------ | ------------ | ----------- | ----------- |  |
|                | Aimé Paquet sortant réélu | RI (URP)       | 22 597       | 44,4         | 27 834      | 55,45       |  |
|                | Justine Goy               | PCF            | 10 619       | 20,86        | 22 363      | 44,55       |  |
|                | Raymond Espagnac          | PS (UGSD)      | 9 379        | 18,43        | Retrait     | Retrait     |  |
|                | Claude Drevet             | CD (MR)        | 3 743        | 7,35         |             |             |  |
|                | Georges Boulloud          | PSU            | 3 330        | 6,54         |             |             |  |
|                | Ivan Picano-Nacci         | LO             | 886          | 1,74         |             |             |  |
|                | Roland Chevallier         | FP             | 344          | 0,68         |             |             |  |
|                |                           |                |              |              |             |             |  |
| Inscrits       | Inscrits                  | Inscrits       | 65 163       | 100,00       | 65 169      | 100,00      |  |
| Abstentions    | Abstentions               | Abstentions    | 13 416       | 20,59        | 12 845      | 19,71       |  |
| Votants        | Votants                   | Votants        | 51 747       | 79,41        | 52 324      | 80,29       |  |
| Blancs et nuls | Blancs et nuls            | Blancs et nuls | 849          | 1,64         | 2 127       | 4,07        |  |
| Exprimés       | Exprimés                  | Exprimés       | 50 898       | 98,36        | 50 197      | 95,93       |  |

Le suppléant d'Aimé Paquet était Guy-Pierre Cabanel, docteur en médecine. Guy-Pierre Cabanel remplaça Aimé Paquet, nommé membre du gouvernement, du 13 mai 1973 au 2 avril 1978.

### Élections de 1978
| Candidat       | Candidat                         | Parti             | Premier tour | Premier tour | Second tour | Second tour |  |
| Candidat       | Candidat                         | Parti             | Voix         | %            | Voix        | %           |  |
| -------------- | -------------------------------- | ----------------- | ------------ | ------------ | ----------- | ----------- |  |
|                | Guy-Pierre Cabanel sortant réélu | UDF (PR)          | 23 724       | 37,02        | 33 679      | 50,35       |  |
|                | Odile Sicard                     | PS                | 14 726       | 22,98        | 33 213      | 49,65       |  |
|                | Justine Goy                      | PCF               | 13 520       | 21,1         | Retrait     | Retrait     |  |
|                | Robert Magnin                    | UDF (CDS)         | 5 532        | 8,63         |             |             |  |
|                | Hélène Franconie                 | Divers écologiste | 3 867        | 6,03         |             |             |  |
|                | Jean-Pierre Darmon               | LO                | 831          | 1,3          |             |             |  |
|                | Martine Lehideux                 | FN                | 645          | 1,01         |             |             |  |
|                | Roland Chevallier                | Divers (GO)       | 595          | 0,93         |             |             |  |
|                | Annie Cadenel                    | OCT               | 487          | 0,76         |             |             |  |
|                | Rémy Baldacci                    | UOPDP             | 157          | 0,24         |             |             |  |
|                |                                  |                   |              |              |             |             |  |
| Inscrits       | Inscrits                         | Inscrits          | 79 539       | 100,00       | 79 520      | 100,00      |  |
| Abstentions    | Abstentions                      | Abstentions       | 14 405       | 18,11        | 11 437      | 14,38       |  |
| Votants        | Votants                          | Votants           | 65 134       | 81,89        | 68 083      | 85,62       |  |
| Blancs et nuls | Blancs et nuls                   | Blancs et nuls    | 1 050        | 1,61         | 1 191       | 1,75        |  |
| Exprimés       | Exprimés                         | Exprimés          | 64 084       | 98,39        | 66 892      | 98,25       |  |

Le suppléant de Guy-Pierre Cabanel était Michel Tiget, RPR.

### Élections de 1981
| Candidat       | Candidat                   | Parti             | Premier tour | Premier tour | Second tour | Second tour |  |
| Candidat       | Candidat                   | Parti             | Voix         | %            | Voix        | %           |  |
| -------------- | -------------------------- | ----------------- | ------------ | ------------ | ----------- | ----------- |  |
|                | Guy-Pierre Cabanel sortant | UDF (PR)          | 23 242       | 41,18        | 28 720      | 46,24       |  |
|                | Odile Sicard élue          | PS                | 18 707       | 33,14        | 33 396      | 53,76       |  |
|                | Paul Jargot                | PCF               | 11 643       | 20,63        | Retrait     | Retrait     |  |
|                | Catherine Boulaine         | Divers écologiste | 1 264        | 2,24         |             |             |  |
|                | Yves de La Haye            | PSU               | 603          | 1,07         |             |             |  |
|                | Martine Lehideux           | FN                | 448          | 0,79         |             |             |  |
|                | Pierre-Jean Coulon         | Divers gauche     | 320          | 0,57         |             |             |  |
|                | Alain Galland              | CNIP              | 218          | 0,39         |             |             |  |
|                | J. Faure                   | CCA               | 1            | 0            |             |             |  |
|                |                            |                   |              |              |             |             |  |
| Inscrits       | Inscrits                   | Inscrits          | 83 210       | 100,00       | 83 209      | 100,00      |  |
| Abstentions    | Abstentions                | Abstentions       | 26 283       | 31,59        | 20 320      | 24,42       |  |
| Votants        | Votants                    | Votants           | 56 927       | 68,41        | 62 889      | 75,58       |  |
| Blancs et nuls | Blancs et nuls             | Blancs et nuls    | 481          | 0,84         | 773         | 1,23        |  |
| Exprimés       | Exprimés                   | Exprimés          | 56 446       | 99,16        | 62 116      | 98,77       |  |

Le suppléant d'Odile Sicard était Pierre Crosset, agent technique, conseiller municipal d'Allevard.

### Élections de 1986
Les élections se basent sur un scrutin proportionnel départemental et non par circonscription.

### Élections de 1988
|                | Alain Carignon sortant réélu | RPR (URC)      | 25 096 | 53,05  |  |  |  |
|                | Liliane Billeres             | MRG (PS)       | 13 901 | 29,38  |  |  |  |
|                | Bernard de Saint Marc        | FN             | 3 395  | 7,17   |  |  |  |
|                | Geneviève Jonot              | Les Verts      | 2 499  | 5,28   |  |  |  |
|                | Patrick Cortey               | PCF            | 2 319  | 4,90   |  |  |  |
|                | Isabelle Damerose            | Extrême droite | 98     | 0,21   |  |  |  |
|                |                              |                |        |        |  |  |  |
| Inscrits       | Inscrits                     | Inscrits       | 71 459 | 100,00 |  |  |  |
| Abstentions    | Abstentions                  | Abstentions    | 23 818 | 33,33  |  |  |  |
| Votants        | Votants                      | Votants        | 47 641 | 66,67  |  |  |  |
| Blancs et nuls | Blancs et nuls               | Blancs et nuls | 333    | 0,7    |  |  |  |
| Exprimés       | Exprimés                     | Exprimés       | 47 308 | 99,3   |  |  |  |

Le suppléant d'Alain Carignon était Denis Bonzy, conseiller régional.
Alain Carignon démissionna en octobre 1988 en raison de la loi sur le cumul des mandats.

### Élection partielle de 1988
Une élection partielle est organisée les 11 et du 18 décembre 1988.
| Candidat       | Candidat             | Parti          | Premier tour | Premier tour | Second tour | Second tour |  |
| Candidat       | Candidat             | Parti          | Voix         | %            | Voix        | %           |  |
| -------------- | -------------------- | -------------- | ------------ | ------------ | ----------- | ----------- |  |
|                | Richard Cazenave élu | RPR            | 14 491       | 55,28        | 16 554      | 64,94       |  |
|                | Raymond Espagnac     | PS             | 7 161        | 27,32        | 8 939       | 35,06       |  |
|                | Daniel Rouzier       | Les Verts      | 1 826        | 6,97         |             |             |  |
|                | Hugues Petit         | FN             | 1 546        | 5,9          |             |             |  |
|                | Patrick Cortey       | PCF            | 1 191        | 4,54         |             |             |  |
|                |                      |                |              |              |             |             |  |
| Inscrits       | Inscrits             | Inscrits       | 71 170       | 100,00       | 71 171      | 100,00      |  |
| Abstentions    | Abstentions          | Abstentions    | 44 729       | 62,85        | 45 203      | 63,51       |  |
| Votants        | Votants              | Votants        | 26 441       | 37,15        | 25 968      | 36,49       |  |
| Blancs et nuls | Blancs et nuls       | Blancs et nuls | 226          | 0,85         | 475         | 1,83        |  |
| Exprimés       | Exprimés             | Exprimés       | 26 215       | 99,15        | 25 493      | 98,17       |  |

Le suppléant de Richard Cazenave était François-Régis Bériot, UDF, conseiller général, maire de Saint-Ismier.

### Élections de 1993
| Candidat       | Candidat             | Parti          | Premier tour | Premier tour | Second tour | Second tour |  |
| Candidat       | Candidat             | Parti          | Voix         | %            | Voix        | %           |  |
| -------------- | -------------------- | -------------- | ------------ | ------------ | ----------- | ----------- |  |
|                | Alain Carignon élu   | RPR (UPF)      | 21 229       | 43,96        | 26 660      | 58,04       |  |
|                | Gérald Dulac         | MRG (ADFP)     | 8 952        | 18,54        | 19 272      | 41,96       |  |
|                | François Lalande     | Les Verts (EÉ) | 5 801        | 12,01        |             |             |  |
|                | Hugues Petit         | FN             | 5 644        | 11,69        |             |             |  |
|                | Michel Vannier       | PCF            | 2 076        | 4,3          |             |             |  |
|                | Jean-Pierre Barral   | Divers droite  | 1 988        | 4,12         |             |             |  |
|                | Jean-François Parent | MDC            | 860          | 1,78         |             |             |  |
|                | Renée Grand          | LT-LNÉ         | 796          | 1,65         |             |             |  |
|                | Chantal Gomez        | LO             | 706          | 1,46         |             |             |  |
|                | Jean Chabaud         | PLN            | 241          | 0,5          |             |             |  |
|                |                      |                |              |              |             |             |  |
| Inscrits       | Inscrits             | Inscrits       | 74 702       | 100,00       | 74 702      | 100,00      |  |
| Abstentions    | Abstentions          | Abstentions    | 24 494       | 32,79        | 25 673      | 34,37       |  |
| Votants        | Votants              | Votants        | 50 208       | 67,21        | 49 029      | 65,63       |  |
| Blancs et nuls | Blancs et nuls       | Blancs et nuls | 1 915        | 3,81         | 3 097       | 6,32        |  |
| Exprimés       | Exprimés             | Exprimés       | 48 293       | 96,19        | 45 932      | 93,68       |  |

Le suppléant d'Alain Carignon était Richard Cazenave, député sortant. Richard Cazenave remplaça Alain Carignon, nommé membre du gouvernement, du 2 mai 1993 au 21 avril 1997.

### Élections de 1997
| Candidat       | Candidat                       | Parti          | Premier tour | Premier tour | Second tour | Second tour |  |
| Candidat       | Candidat                       | Parti          | Voix         | %            | Voix        | %           |  |
| -------------- | ------------------------------ | -------------- | ------------ | ------------ | ----------- | ----------- |  |
|                | Richard Cazenave sortant réélu | RPR            | 16 428       | 35,84        | 26 261      | 53,12       |  |
|                | Annie Deschamps                | PS             | 11 816       | 25,78        | 23 177      | 46,88       |  |
|                | Hugues Petit                   | FN             | 5 027        | 10,97        |             |             |  |
|                | Raymond Avrillier              | Les Verts      | 3 320        | 7,24         |             |             |  |
|                | Marie-France Monnery           | PCF            | 2 235        | 4,88         |             |             |  |
|                | Christian Sartorius            | LDI (MPF)      | 1 736        | 3,79         |             |             |  |
|                | Daniel Michelon                | GÉ             | 1 146        | 2,50         |             |             |  |
|                | Hervé Galley                   | US4J           | 990          | 2,16         |             |             |  |
|                | Chantal Gomez                  | LO             | 989          | 2,16         |             |             |  |
|                | Jean-Paul Roux                 | MDC            | 685          | 1,49         |             |             |  |
|                | Jérôme Marchal                 | Divers         | 404          | 0,88         |             |             |  |
|                | Jean-Jacques Tournon           | Divers droite  | 259          | 0,57         |             |             |  |
|                | Denis Bagarry                  | LCR            | 251          | 0,55         |             |             |  |
|                | Alain Lippert                  | Divers droite  | 227          | 0,50         |             |             |  |
|                | Georges Garcia                 | IR             | 211          | 0,46         |             |             |  |
|                | Jean Estrangin                 | Divers         | 114          | 0,25         |             |             |  |
|                |                                |                |              |              |             |             |  |
| Inscrits       | Inscrits                       | Inscrits       | 61 806       | 100,00       | 61 198      | 100,00      |  |
| Abstentions    | Abstentions                    | Abstentions    | 14 489       | 23,44        | 9 718       | 15,88       |  |
| Votants        | Votants                        | Votants        | 47 317       | 76,56        | 51 480      | 84,12       |  |
| Blancs et nuls | Blancs et nuls                 | Blancs et nuls | 1 479        | 3,13         | 2 042       | 3,97        |  |
| Exprimés       | Exprimés                       | Exprimés       | 45 838       | 96,87        | 49 438      | 96,03       |  |

Le suppléant de Richard Cazenave était le Professeur Max Micoud, professeur de médecine, chef de service au Centre hospitalier universitaire de Grenoble, conseiller municipal de Grenoble, conseiller général du canton de Grenoble-4.

### Élections de 2002
| Candidat       | Candidat                       | Parti            | Premier tour | Premier tour | Second tour | Second tour |  |
| Candidat       | Candidat                       | Parti            | Voix         | %            | Voix        | %           |  |
| -------------- | ------------------------------ | ---------------- | ------------ | ------------ | ----------- | ----------- |  |
|                | Richard Cazenave sortant réélu | UMP (UDF)        | 19 543       | 38,22        | 25 454      | 54,23       |  |
|                | Annie Deschamps                | PS               | 15 898       | 31,1         | 21 480      | 45,77       |  |
|                | Christian Sartorius            | MPF              | 3 118        | 6,1          |             |             |  |
|                | Michèle Baud                   | FN               | 3 096        | 6,06         |             |             |  |
|                | Marie-Odile Novelli            | Les Verts        | 3 031        | 5,93         |             |             |  |
|                | Pierre Gimel                   | Divers droite    | 1 851        | 3,62         |             |             |  |
|                | Zohra Chorfa                   | PCF              | 1 007        | 1,97         |             |             |  |
|                | Eléonore Perrier               | Pôle républicain | 746          | 1,46         |             |             |  |
|                | Colette Montredon              | LT-LNÉ           | 658          | 1,29         |             |             |  |
|                | Christine Bouchut              | LCR              | 573          | 1,12         |             |             |  |
|                | Gérard Gras                    | CPNT             | 400          | 0,78         |             |             |  |
|                | Christophe Cloitre             | Divers droite    | 376          | 0,74         |             |             |  |
|                | Véronique Piolle               | ND               | 360          | 0,7          |             |             |  |
|                | Danielle Mattrel               | LO               | 255          | 0,5          |             |             |  |
|                | Jeanne Lahue                   | MNR              | 215          | 0,42         |             |             |  |
|                | Martial Chirola                | GÉ               | 0            | 0            |             |             |  |
|                |                                |                  |              |              |             |             |  |
| Inscrits       | Inscrits                       | Inscrits         | 74 819       | 100,00       | 74 818      | 100,00      |  |
| Abstentions    | Abstentions                    | Abstentions      | 23 110       | 30,89        | 26 767      | 35,78       |  |
| Votants        | Votants                        | Votants          | 51 709       | 69,11        | 48 051      | 64,22       |  |
| Blancs et nuls | Blancs et nuls                 | Blancs et nuls   | 582          | 1,13         | 1 117       | 2,32        |  |
| Exprimés       | Exprimés                       | Exprimés         | 51 127       | 98,87        | 46 934      | 97,68       |  |

Le suppléant de Richard Cazenave était Bernard Betto, Vice-Président de l'UDF, de Grenoble.

### Élections de 2007
| Candidat       | Candidat                 | Parti          | Premier tour | Premier tour | Second tour | Second tour |  |
| Candidat       | Candidat                 | Parti          | Voix         | %            | Voix        | %           |  |
| -------------- | ------------------------ | -------------- | ------------ | ------------ | ----------- | ----------- |  |
|                | Geneviève Fioraso élue   | PS             | 15 876       | 32,02        | 29 184      | 63,03       |  |
|                | Alain Carignon           | UMP            | 10 638       | 21,45        | 17 115      | 36,97       |  |
|                | Richard Cazenave sortant | diss. UMP      | 9 731        | 19,62        |             |             |  |
|                | Philippe de Longevialle  | UDF–MoDem      | 5 132        | 10,35        |             |             |  |
|                | Marie-Odile Novelli      | Les Verts      | 3 235        | 6,52         |             |             |  |
|                | Cécile Allibe            | LCR            | 971          | 1,96         |             |             |  |
|                | Hugues Petit             | FN             | 898          | 1,81         |             |             |  |
|                | Marie-France Moner       | PCF            | 757          | 1,53         |             |             |  |
|                | Bruno Paliard            | MPF            | 615          | 1,24         |             |             |  |
|                | Christophe Cloitre       | Divers droite  | 343          | 0,69         |             |             |  |
|                | Éléonore Perrier         | MRC            | 321          | 0,65         |             |             |  |
|                | Colette Montredon        | LT-LNÉ         | 320          | 0,65         |             |             |  |
|                | Anne-Lise Kirchner       | MÉI            | 300          | 0,6          |             |             |  |
|                | Gérard Dubois            | Divers         | 266          | 0,54         |             |             |  |
|                | Danielle Mattrel         | LO             | 178          | 0,36         |             |             |  |
|                | Chantal Reverdy          | Divers         | 8            | 0,02         |             |             |  |
|                |                          |                |              |              |             |             |  |
| Inscrits       | Inscrits                 | Inscrits       | 79 528       | 100,00       | 79 522      | 100,00      |  |
| Abstentions    | Abstentions              | Abstentions    | 29 333       | 36,88        | 29 934      | 37,64       |  |
| Votants        | Votants                  | Votants        | 50 195       | 63,12        | 49 588      | 62,36       |  |
| Blancs et nuls | Blancs et nuls           | Blancs et nuls | 606          | 1,21         | 3 289       | 6,63        |  |
| Exprimés       | Exprimés                 | Exprimés       | 49 589       | 98,79        | 46 299      | 93,37       |  |

### Élections de 2012
|                          |                          |                                | Premier tour | Premier tour | Second tour | Second tour |
| ------------------------ | ------------------------ | ------------------------------ | ------------ | ------------ | ----------- | ----------- |
| Inscrits                 | Inscrits                 | Inscrits                       | 79 795       |              | 79 900      |             |
| Abstentions              | Abstentions              | Abstentions                    | 30 100       | 37,72 %      | 33 253      | 41,62 %     |
| Votants                  | Votants                  | Votants                        | 49 695       | 62,28 %      | 46 647      | 58,38 %     |
|                          |                          |                                |              |              |             |             |
| Bulletins enregistrés    | Bulletins enregistrés    | Bulletins enregistrés          | 49 695       |              | 46 647      |             |
| Bulletins blancs ou nuls | Bulletins blancs ou nuls | Bulletins blancs ou nuls       | 377          | 0,76 %       | 1 391       | 2,98 %      |
| Suffrages exprimés       | Suffrages exprimés       | Suffrages exprimés             | 49 318       | 99,24 %      | 45 256      | 97,02 %     |
|                          |                          |                                |              |              |             |             |
|                          | Candidat                 | Parti                          | Suffrages    | Pourcentage  | Suffrages   | Pourcentage |
|                          | Geneviève Fioraso        | PS                             | 18 892       | 38,31 %      | 26 403      | 58,34 %     |
|                          | Jean-Claude Peyrin       | UMP                            | 8 781        | 17,8 %       | 18 853      | 41,66 %     |
|                          | Marie-Christine Tardy    | diss. UMP                      | 8 185        | 16,6 %       |             |             |
|                          | Éric Piolle              | EELV                           | 3 814        | 7,73 %       |             |             |
|                          | Mireille d'Ornano        | FN                             | 3 776        | 7,66 %       |             |             |
|                          | Alain Dontaine           | FDG                            | 3 198        | 6,48 %       |             |             |
|                          | Philippe de Longevialle  | MODEM                          | 1 306        | 2,65 %       |             |             |
|                          | Niels Nauche             | Le Trèfle                      | 314          | 0,64 %       |             |             |
|                          | Fanny Lortat-Jacob       | Alliance radicale et centriste | 277          | 0,56 %       |             |             |
|                          | Solange Ferrara          | AEI                            | 239          | 0,48 %       |             |             |
|                          | Cécile Allibe            | NPA                            | 208          | 0,42 %       |             |             |
|                          | Valentin Radlo           | Démocratie réelle              | 120          | 0,24 %       |             |             |
|                          | Rémi Adam                | LO                             | 109          | 0,22 %       |             |             |
|                          | Vincent Huor             | SP                             | 59           | 0,12 %       |             |             |
|                          | Maxime Couraud           | PR                             | 40           | 0,08 %       |             |             |

Le suppléant de Geneviève Fioraso était Olivier Véran. Olivier Véran remplaça Geneviève Fioraso, nommée membre du gouvernement, du 22 juillet 2012 au 5 avril 2015.

### Élections de 2017
| Candidat    | Candidat                      | Parti           | Premier tour | Premier tour | Second tour | Second tour |
| Candidat    | Candidat                      | Parti           | Voix         | %            | Voix        | %           |
| ----------- | ----------------------------- | --------------- | ------------ | ------------ | ----------- | ----------- |
|             | Olivier Véran                 | LREM            | 21 572       | 47,21        | 23 212      | 68,09       |
|             | Jean-Damien Mermillod-Blondin | UDI (LR)        | 8 067        | 17,65        | 10 878      | 31,91       |
|             | Elsa Régis                    | FI              | 4 795        | 10,49        |             |             |
|             | Nicolas Kada                  | EÉLV (PS)       | 4 132        | 9,04         |             |             |
|             | Marie de Kervéréguin          | FN              | 2 868        | 6,28         |             |             |
|             | Eric Grasset                  | PRG             | 2 868        | 6,28         |             |             |
|             | Nathalie Veyret               | PCF             | 664          | 1,45         |             |             |
|             | Lautaro Labrin                | RPS             | 340          | 0,74         |             |             |
|             | Séverine Friol                | UPR             | 238          | 0,52         |             |             |
|             | Marianne Prevost              | NPA             | 237          | 0,52         |             |             |
|             | Annick Clavier                | DVG             | 234          | 0,51         |             |             |
|             | Youssef Essabity              | DVG             | 212          | 0,46         |             |             |
|             | Frédéric Balcerzak            | DIV             | 203          | 0,44         |             |             |
|             | Rémi Adam                     | LO              | 197          | 0,43         |             |             |
|             | Bernard Zamora                | Mouvement 100 % | 142          | 0,31         |             |             |
|             |                               |                 |              |              |             |             |
| Inscrits    | Inscrits                      | Inscrits        | 83 182       | 100,00       | 83 180      | 100,00      |
| Abstentions | Abstentions                   | Abstentions     | 36 942       | 44,41        | 45 163      | 54,30       |
| Votants     | Votants                       | Votants         | 46 240       | 55,59        | 38 017      | 45,70       |
| Blancs      | Blancs                        | Blancs          | 448          | 0,97         | 3 225       | 8,48        |
| Nuls        | Nuls                          | Nuls            | 94           | 0,20         | 702         | 1,85        |
| Exprimés    | Exprimés                      | Exprimés        | 45 698       | 98,83        | 34 090      | 89,67       |

### Élections de 2022
Les élections législatives françaises de 2022 ont eu lieu les dimanches 12 et 19 juin 2022.
| Résultats des élections législatives des 12 et 19 juin 2022 dans la 1re circonscription de l'Isère |                          |                          |                          |              |              |             |             |
| Candidat                                                                                           | Candidat                 | Parti et coalition       | Nuance                   | Premier tour | Premier tour | Second tour | Second tour |
| Candidat                                                                                           | Candidat                 | Parti et coalition       | Nuance                   | Voix         | %            | Voix        | %           |
| | Olivier Véran            | LREM (ENS)               | ENS                      | 19 543       | 40,50        | 25 512      | 55,53       |
| | Salomé Robin,            | LFI (NUPES)              | NUP                      | 17 785       | 36,86        | 20 427      | 44,47       |
| | Aurore Meyrieux          | RN                       | RN                       | 3 407        | 7,06         |             |             |
| | Brigitte Boer            | LR (UDC)                 | LR                       | 3 217        | 6,67         |             |             |
| | Marine Chiaberto         | REC                      | REC                      | 2 326        | 4,82         |             |             |
| | François-Marie Perier    | EPL                      | ECO                      | 618          | 1,28         |             |             |
| | Agnesse Pignataro        | PA                       | ECO                      | 565          | 1,17         |             |             |
| | Bruno Lafeuille          | DLF (UPF)                | DSV                      | 415          | 0,86         |             |             |
| | Remi Adam                | LO                       | DXG                      | 375          | 0,78         |             |             |
| Votes valides                                                                                      | Votes valides            | Votes valides            | Votes valides            | 48 252       | 98,53        | 45 939      | 95,98       |
| Votes blancs                                                                                       | Votes blancs             | Votes blancs             | Votes blancs             | 525          | 1,07         | 1 461       | 3,05        |
| Votes nuls                                                                                         | Votes nuls               | Votes nuls               | Votes nuls               | 197          | 0,40         | 461         | 0,96        |
| Total                                                                                              | Total                    | Total                    | Total                    | 48 974       | 100          | 47 861      | 100         |
| Abstention                                                                                         | Abstention               | Abstention               | Abstention               | 36 708       | 42,84        | 37 876      | 44,18       |
| Inscrits / participation                                                                           | Inscrits / participation | Inscrits / participation | Inscrits / participation | 85 862       | 57,16        | 86 737      | 55,82       |

### Élections de 2024
| Candidat                 | Candidat                 | Parti et coalition       | Nuance                   | Premier tour | Premier tour | Second tour | Second tour |
| Candidat                 | Candidat                 | Parti et coalition       | Nuance                   | Voix         | %            | Voix        | %           |
| ------------------------ | ------------------------ | ------------------------ | ------------------------ | ------------ | ------------ | ----------- | ----------- |
|                          | Hugo Prevost             | LFI (NFP)                | UG                       | 25 207       | 40,19        | 26 438      | 42,35       |
|                          | Olivier Véran            | RE (ENS)                 | ENS                      | 21 089       | 33,62        | 25 120      | 40,24       |
|                          | Alexandre Lacroix        | RAD (RN)                 | UXD                      | 11 504       | 18,34        | 10 865      | 17,41       |
|                          | Nathalie Béranger        | LR                       | LR                       | 4 379        | 6,98         |             |             |
|                          | Rémi Adam                | LO                       | EXG                      | 541          | 0,86         |             |             |
|                          |                          |                          |                          |              |              |             |             |
| Votes exprimés           | Votes exprimés           | Votes exprimés           | Votes exprimés           | 62 720       | 98,57        | 62 423      | 98,27       |
| Votes blancs             | Votes blancs             | Votes blancs             | Votes blancs             | 675          | 1,06         | 826         | 1,30        |
| Votes nuls               | Votes nuls               | Votes nuls               | Votes nuls               | 237          | 0,37         | 274         | 0,43        |
| Total                    | Total                    | Total                    | Total                    | 63 632       | 100          | 63 523      | 100         |
| Abstention               | Abstention               | Abstention               | Abstention               | 20 247       | 24,14        | 20 423      | 24,33       |
| Inscrits / participation | Inscrits / participation | Inscrits / participation | Inscrits / participation | 83 879       | 75,86        | 83 946      | 75,67       |

### Élection partielle de 2025
| Candidat                 | Candidat                 | Parti et coalition       | Nuance                   | Premier tour | Premier tour | Premier tour | Second tour | Second tour | Second tour |  |
| Candidat                 | Candidat                 | Parti et coalition       | Nuance                   | Voix         | %            | +/-          | Voix        | %           | +/-         |  |
| ------------------------ | ------------------------ | ------------------------ | ------------------------ | ------------ | ------------ | ------------ | ----------- | ----------- | ----------- |  |
|                          | Lyes Louffok,            | app. LFI (NFP)           | UG - LFI                 | 8 495        | 28,33        | 11,86        | 11 211      | 35,72       | 6,63        |  |
|                          | Camille Galliard-Minier  | RE (ENS)                 | ENS                      | 7 966        | 26,57        | 7,05         | 20 171      | 64,28       | 24,04       |  |
|                          | Nathalie Béranger        | LR                       | LR                       | 5 028        | 16,77        | 9,79         |             |             |             |  |
|                          | Alexandre Lacroix        | UDR (RN)                 | UXD                      | 3 325        | 11,09        | 7,25         |             |             |             |  |
|                          | Hervé Gerbi              | SE                       | DVC                      | 2 313        | 7,71         | Nv.          |             |             |             |  |
|                          | Gaëlle Offranc-Piret     | EQX                      | ECO                      | 2 279        | 7,60         | Nv.          |             |             |             |  |
|                          | Rémi Adam                | LO                       | UG - FO                  | 220          | 0,73         | 0,13         |             |             |             |  |
|                          | Baptiste Anglade         | NPA-R                    | EXG                      | 174          | 0,58         | Nv.          |             |             |             |  |
|                          | François-Marie Périer    | LFDPL                    | DIV                      | 131          | 0,44         | Nv.          |             |             |             |  |
|                          | Martine Jarry            | PT                       | EXG                      | 48           | 0,16         | Nv.          |             |             |             |  |
|                          | Matthieu Le Morzellec    | DEC (DNM)                | DIV                      | 2            | 0,01         | Nv.          |             |             |             |  |
|                          |                          |                          |                          |              |              |              |             |             |             |  |
| Votes valides            | Votes valides            | Votes valides            | Votes valides            | 29 981       | 98,33        |              | 31 382      | 96,48       |             |  |
| Votes blancs             | Votes blancs             | Votes blancs             | Votes blancs             | 391          | 1,28         | 839          | 2,58        |             |             |  |
| Votes nuls               | Votes nuls               | Votes nuls               | Votes nuls               | 117          | 0,38         | 307          | 0,94        |             |             |  |
| Total                    | Total                    | Total                    | Total                    | 30 489       | 100          | 32 528       | 100         |             |             |  |
| Abstention               | Abstention               | Abstention               | Abstention               | 54 531       | 64,14        | 52 511       | 61,75       |             |             |  |
| Inscrits / participation | Inscrits / participation | Inscrits / participation | Inscrits / participation | 85 020       | 35,86        | 85 039       | 38,25       |             |             |  |

#### Département de l'Isère
- La fiche de l'INSEE de cette circonscription : « Tableaux et Analyses de la première circonscription de l'Isère », sur insee.fr, site de l'Institut national de la statistique et des études économiques (consulté le 10 juin 2007) [PDF]
- « Tous les députés du département de l'Isère depuis 1789 », sur assemblee-nationale.fr, site de l'Assemblée nationale française (consulté le 10 juin 2007)
- « Informations contentieuses sur le département de l'Isère (Élections législatives de 2002) », sur conseil-constitutionnel.fr, site du Conseil constitutionnel (consulté le 13 juin 2007)

#### Circonscriptions en France
- « Carte des circonscriptions législatives en France », sur assemblee-nationale.fr, site de l'Assemblée nationale française (consulté le 10 juin 2007)
- « Résultats électoraux officiels en France », sur interieur.gouv.fr, site du ministère de l'Intérieur (France) (consulté le 13 juin 2007)
- Description et Atlas des circonscriptions électorales de France sur Atlaspol, site de cartographie géopolitique, consulté le 13 juin 2007.